# Suillellus caucasicus
Suillellus caucasicus är ett taxon som beskrevs av Rolf Singer 1947 som Boletus luridus var. caucasicus och 1967 som Boletus caucasicus (taxonet har 2015 flyttats till Suillellus 2015 av Jaime. B. Blanco Dios tillsammans med många andra taxa som flyttades dit). Beskrivningen 1947 avsåg svampar som "växte i blandskog under nordmannsgran med en hatt som var blekt gråbrun, mörkare än eldsoppens. Porer klart engelskt röda, mörkare än hos eldsopp och blekare än hos blodsopp. Fot rödaktigt skär i övre delen, med ett nätverk. I den nedre delen med små röda korn, progressivt avtagande nedåt, olivfärgade till smutsröda vid basen. Hattkött citrongult med områden av mer intensiv färg. Lagret under rören av samma färg som hattköttet. Smak och lukt ej tydliga." I beskrivningen 1967 lade han till att den har negativ amyloid reaktion och en form på sporerna med en högre kvot mellan längd och tjocklek än hos eldsopp. Singers beskrivningar gjordes dock på tyska vilket gör dem ogiltiga enligt ICN artikel 39.1. Carlo Luciano Alessio gjorde därför en nybeskrivning 1985. Denna beskrivning saknar angiven typ och är därför ogiltig enligt ICN artiklarna 40.1 och 40.3. Ej heller Jiří Hlaváčeks nybeskrivning av B. luridus var. caucasicus från 1995 är giltig eftersom den bryter mot ICN artikel 41.5. Det finns sålunda ingen giltig beskrivning av Suillellus caucasicus och taxonet är därför ett nomen nudum.
Ovannämnda karaktärer kan dock förekomma hos Suillellus mendax (dock ej¨ den negativa amyloida reaktionen) och blodsopp, så enligt Vizzini et al. (2013) är det troligen fråga om en fenotyp av blodsopp med mer eller mindre utbildad nätådring på foten som Singer beskrivit.
Exemplar av eldsopp och S. mendax som saknar "Batailles linje" (en röd linje som syns i ett tvärsnitt och som bildas av rött hattkött närmast porerna) har dock ofta kallats "S. caucasicus", men molekylärfylogenetiska studier har visat att avsaknad av Batailles linje inte är en karaktär av taxonomiskt värde.